# ماهیچه پایین‌برنده تیغه بینی
ماهیچه پایین‌برنده تیغه بینی (انگلیسی: Depressor septi nasi muscle) کار منقبض کردن سوراخ‌های بینی و پایین کشیدن پره بینی را برعهده دارد.
خاستگاه آن گودی ثنایابی آرواره بالایی و پیوندگاه آن پره و تیغه بینی است. عصب‌گیری‌اش از عصب چهره‌ای (فاسیال) است.

## نگارخانه

Position of Depressor septi nasi muscle (shown in red).